# 심지마
"심지마"(心之魔, Devil in the Heart)는 한국에서 제작된 이헌우 감독의 1983년 공포, 미스터리 영화이다. 한태일 등이 주연으로 출연하였고 곽정환 등이 제작에 참여하였다.

## 출연

### 주연
- 한태일
- 김기종

## 기타
- 조명: 김윤덕
- 녹음: 이재웅